# Cantón de Derval
El cantón de Derval era una división administrativa francesa, que estaba situada en el departamento de Loira Atlántico y la región de Países del Loira.

## Composición
El cantón estaba formado por seis comunas:
- Derval
- Jans
- Lusanger
- Mouais
- Saint-Vincent-des-Landes
- Sion-les-Mines

## Supresión del cantón de Derval
En aplicación del Decreto n.º 2014-243 de 25 de febrero de 2014, el cantón de Derval fue suprimido el 22 de marzo de 2015 y sus 6 comunas pasaron a formar parte del nuevo cantón de Guémené-Penfao .